# در راهروها
در راهروها (آلمانی: In den Gängen) فیلمی در ژانر درام است که در سال ۲۰۱۸ منتشر شد. از بازیگران آن می‌توان به فرانتس روگوفسکی و زاندرا هولر اشاره کرد.